# Rapcore
El rapcore (acrónimo de rap y hardcore), es un género musical que combina los elementos del rap, rap rock y punk, la mayor parte de las veces, hardcore punk. El género ha influido en la creación de géneros como el nü metal.

## Historia
El rapcore tiene sus orígenes en el rap rock, un género que combinaba elementos instrumentales y vocales del rap con el rock. Los Beastie Boys, una banda de hardcore punk, comenzaron a trabajar con música hip hop. Su álbum debut, Licensed to Ill, tiene bases de rock. Biohazard es considerado un grupo importante en el desarrollo del género. Autodenominaban su estilo como "G-punk". Kottonmouth Kings crearon un estilo que denominaron "psychedelic hip-hop punk rock".
Entre las primeras bandas en conseguir el éxito en la escena mainstream, fueron 311, Bloodhound Gang y Suicidal Tendencies. El rap rock, el rap metal y el rapcore, llegarían a ser las bases para el nü metal y, algunas bandas, han sido categorizadas como nü metal y rapcore, como es el caso de Linkin Park o Limp Bizkit. Aunque se cree que la popularidad de estos estilos está en declive, algunos críticos piensan que podría recuperar su popularidad si los jóvenes redescubren las bandas de estos géneros o nacen otras.
El grupo de rapcore Hollywood Undead, formado en 2005, ha llegado a ser una de las agrupaciones más populares en MySpace, y tuvo enormes ingresos con su álbum debut, Swan Songs.

## Bandas
Entre las bandas del género es necesario nombrar a Bloodhound Gang, Body Count, Suicidal Tendencies, Biohazard, Zebrahead o en algunos casos los Beastie Boys, como los casos más representativos. A nivel español se puede citar a Def Con Dos, a Habeas Corpus o a Narco.